# Список второстепенных персонажей Халка
За всё время существования комиксов, мультсериалов, компьютерных игр и фильмов Халк столкнулся с почти каждым персонажем вселенной комиксов компании Marvel Comics. Некоторые были его друзьями и союзниками, но большинство были его противниками и врагами.

## Союзники и друзья
- Берит — Инопланетная художница и кинорежиссёр с планеты Крайлор и краткий любовный интерес Брюса Бэннера, с технологией, позволяющей ей превращать свои фильмы в реальность.
- Бетти Росс-Бэннер — Дочь Громовержца Росса. Самый устойчивый любовный интерес Брюса Бэннера, а позже его жена. Умерла, будучи отравленной Мерзостью, но позже воскресла и превратилась в Красную Женщину-Халк.
- Валькирия — Величайшая среди женщин-воительниц Асгарда и также член Защитников, утешавшая Халка после смерти Джареллы.
- Джарелла — Королева планеты К'ай и возлюбленная и Халка, и Брюса Бэннера. Погибла, спасая ребёнка от падающего здания.
- Док Самсон — По случаю, психиатр Халка. Этичный гамма-могучий сильный человек с рабочим знанием ядерной биологии и отличными, быстро мыслящими боевыми навыками.
- Доктор Стрэндж — Величайший волшебник на Земле и лидер Защитников. Он был в почти отеческих отношениях с неистовым Халком и иногда позволял последнему жить у себя в особняке. Однако в последние годы они стали врагами, после того как Иллюминаты отправили Халка в космос.
- Женщина-Халк — Дженнифер Уолтерс, двоюродная сестра Брюса Бэннера, которой он сделал экстренное переливание крови, когда она была смертельно ранена.
- Защитники — Супергеройская группа «неприсоединяющихся», куда входили Халк, Подводник, Доктор Стрэндж, Серебряный Сёрфер, Ночной ястреб, Валькирия, Мегера и др.
- Кейт Уэйнсборо — Научный ассистент и любовный интерес Брюса Бэннера, оказалась агентом и шпионом для ЩИТа, но искренней в своей привязанности и впоследствии оставшейся другом.
- Королева Высшего Правосудия — По-уличному умная королева племени Джабари из Ваканды и бывшая телохранительница/церемониальная обручённая Чёрной Пантеры[1]
- Кэри Сент-Лоренс — Поначалу армейский полковник, преследующий Халка, но в итоге пришёл к тому, чтобы понимать его и сочувствовать ему.
- Марло Чендлер — Бывшая подружка Мистера Фиксита, ныне жена Рика Джонса.
- Могол — Андроид, сконструированный Тираннусом, чтобы подружиться с Халком и заручиться его поддержкой, но не знавший о своём программировании или искусственной природе. Был уничтожен, когда Халк узнал и ошибочно подумал, что Могол намеренно его предал.
- Одиссей — Медленно стареющий бывший байкер-бунтарь 50-х и воин Пантеона, использующий весьма грозный пылающий меч и щит.
- Рик Джонс — Подросток, которого Бэннер спас, что заставило Бэннера попасть в свой изменивший жизнь взрыв. Он был сайдкиком или партнёром Мстителей, Капитана Америки и Капитана Марвела.
- Серебряный Сёрфер — Богоподобный космический странник великого сострадания и духовности. Такой же одиночка, периодический союзник и по случаю доверенный.
- Сокол — Сэм Уилсон. Он защищал Халка в нескольких случаях, поскольку Халк утешал его племянника, Джима Уилсона, в его последние минуты жизни и финансировал медицинский фонд, чтобы почтить его память.
- Трещотка Джексон — Дружелюбный странник и отец Молота. Мёртв.
- Фред Слоан — Длинноволосый музыкант, подружившийся с Халком много лет назад.
- Часовой — Роберт Рейнольдс. Он способен усмирить Халка путём эмпатии и/или формы радиации, при этом сильно уменьшая его питаемую гневом силу. В течение короткого времени Халк даже служил его партнёром.

## Враги и противники
- Агамемнон — Бессмертный бывший лидер Пантеона и предполагаемый потомок бога, ставший утомлённым, скучающим и очень циничным из-за своего тысячелетия существования. Циклическое построение и разрушение цивилизаций как личное хобби.
- Амфибион — Кнакс. Иногда союзник, иногда враг, воин-чемпион планеты Ксантарес с большой сверхчеловеческой силой.
- Апокалипсис — Эн Сабах Нур. Чудовищно сильный мутант с огромным количеством способностей. Однажды даже сделал Халка своим Всадником, Войной.
- Армагеддон — Военачальник раскинувшейся на звёзды троянской империи, по силе не уступающий Серебряному Сёрферу. Имеет зуб на Халка за то, что тот случайно убил его сына Травму.
- Ахиллес — Сверхсильный помощник Агамемнона с почти абсолютной неуязвимостью. Мёртв.
- Аякс — Очень сильный, подобный ребёнку, хулиган и член Пантеона. Подобно Халку, его сила возрастает с его гневом, и в прошлом последний считал его другом.
- Безумец — Брат Вождя, хаотический, искажённый и умный сверхсилач.
- Безумный Максимус — Ненормальный, но гениальный брат Чёрного Грома и нынешний лидер Нелюдей.
- Би-Зверь — Гигантский двухголовый андроид, живущий на дрейфующем в небе острове и содержащий знание о птицелюдях, которые его построили.
- Брайан Бэннер[англ.] — Жестокий отец Брюса Бэннера и убийца его матери. Погиб при нападении на Брюса, ввиду самозащитного несчастного случая, но посещал его как мстительный призрак в более недавние годы. До стычки как призрак Брюса, он стал одним из проекции Владыки ада, а до этого - гибрид Дьявольского Халка и Халка Вины, после того как воскреснуть.
- Вандал — Профессор Грегори Кроуфорд был наставником Брюса Баннера. Кроуфорд был болен и решил лечиться с помощью образца ДНК Брюса. Вандал не контролирует себя и крушит, всё что попадается под руку.
- Вендиго — Большой монстр-людоед из северных лесов Канады.
- Галка — Бывшая заместительница Вождя, в конечном счёте повернувшаяся против него.
- Гамма Корпус — Несколько мутированных сверхчеловеческих военных оперативников с личными враждами, изначально нанятые генералом Джоном Райкером.
- Гленн Талбот — Бывший муж Бетти Росс, военный офицер, который пытался убить Брюса Бэннера и уничтожить Халка. Мёртв.
- Глориан — Изменяющий реальность преемник Формирователя Миров пришёл к столкновению с Халком в процессе своего обучения.
- Гремлин — Деформированный сверхгениальный русский сын первого врага Халка, Горгульи. Использовал броню Титанового Человека. Мёртв.
- Гуманоиды — Армия Вождя из сверхсильных резиновых людей, фактически невосприимчивых к тупым ударам, включая кулаки Халка или молот Тора, но их сравнительно легко обездвижить или уничтожить атаками, основанными на энергии.
- Джаггернаут — Неостановимый разрушитель, с почти-бесконечной физической силой. Возможно, сильнейший враг Халка.
- Джон Райкер — Безжалостный военный генерал, который охотится на Халка, чтобы найти лекарство для своей жены.
- Лидер — Облучённый гамма-радиацией гений со сверхчеловеческим интеллектом и способностями управления разумами.
- Дикий человек — Непредсказуемый худой сумасшедший в розовых кроличьих тапочках, способный временно «заимствовать» способности основных супергероев Земли, но только одного за раз.
- Сабра — Сверхсильная и искусная в бою израильская героиня с плащом, испускающим мощные «энергоиглы», которая периодически вступала в драку с Халком из-за недоразумений.
- Железный человек — миллиардер Тони Старк, изобретатель бронекостюма, в котором совершает подвиги, один из основателей команды супергероев Мстители. Периодически становится как союзником, так и противником Халка, в частности — являлся его противником как один из членов Иллюминатов. Для борьбы с Халком имеет специальный костюм, называемый «Охотник на Халка».
- Зззакс — Основанный на электричестве злодей/монстр со сверхчеловеческой силой и способностью сжигать почти всё, к чему прикасается. Приобретает интеллект, питаясь от разумов человеческих существ.
- Инспектор манежа — Мастер гипноза и лидер Преступного Цирка.
- Истребители Халка — Различные воплощения военных отрядов, посвящённых поимке Халка.
- Канг Завоеватель — Временной тиран тысячи временных линий с армиями будущего в своём распоряжении.
- Коллекционер — Многомиллиарднолетнее существо, поддерживающее в себе жизнь путём прочёсывания вселенной в поиске необычных дополнений к своей коллекции созданий и артефактов.
- Космический Паразит — Инопланетный завоеватель с фактически безграничной сопсобностью поглощать энергию.
- Кошмар — Очень могущественный демон снов, доводивший Халка до безумия много лет назад и исказивший его реальность в недавние годы.
- Красный Халк — двойник Халка, сила которого зависит не от гнева, а от поглощённой энергии.
- Кусок мяса — Монстр, созданный из не хотевшего этого учёного по приказу Красного Черепа, объединяющий свойства всех сверхсуществ, с которыми сталкивается.
- Леший — Тед Саллис. Шаркающий монстр-болото, ведомый исключительно инстинктом. Всё, что знает страх, горит от его прикосновения.
- Лунный Камень — Совершенно аморальный преступный психиатр со сверхсилой, неосязаемостью, полётом, силовыми выстрелами и способная быстро доводить до нервных срывов.
- Люди-Жабы — Низенькие инопланетяне с приплюснутыми лицами и завоевательскими заблуждениями. Однажды опустошили Вашингтон О. К., убив многих военных пилотов.
- Маэстро — Варварский и хитрый будущий вариант Халка. Было упомянуто, что он в спокойном состоянии в два раза сильнее спокойного «объединённого» воплощения и является опытным, безжалостным и бесчестный бойцом.
- Маха Йоги — Древний мутант и волшебник с различными психическими силами.
- Мерзость — Эмиль Блонски. Порождённый гамма-радиацией чудовищный сверхсилач. Основной физический соперник Халка.
- Мефисто — Очень могущественный демон, пытавшийся развратить и забрать дух Халка.
- Милость — Загадочная бессмертная с множественными силами, включая метаморфирование, иссушение, телепротацию, проецирование энергии, неуязвимость, астральную проекцию и самовосстановление. Считает себя на миссии «милости» — «помочь» тем, кто хочет умереть, но не имеет силы совершить самоубийство.
- Мистер Хайд — Дикое и сверхсильное тёмное отражение Халка.
- Молот и Наковальня — Озлобленный афроамериканец и сторонник превосходства белых. Сбежавшие осуждённые, постоянно скованные цепью, дававшей им обоим большую физическую силу и связывавшей вместе их жизненные силы. Мертвы.
- МОДОК — Его имя является акронимом от «Мыслящий Организм, Делался Однозначно как Киллер». Обладает обширными наступательными псионическими силами, а также является лидером Центра Единичных Лабораторий.
- Мэтт Талбот — Племянник Гленна Талбота и старый друг Кэри Сент-Лоренса. Хотел отомстить за дядю, выследив Халка, но узнал, что болен раком.
- Недостающее Звено — Радиоактивный монстр с огромной силой, подобной ребёнку личностью и способностью восстанавливать себя в случае уничтожения.
- Носорог — Злодей на носорожью тему со сверхсилой, скоростью и крепкой шкурой как у носорога.
- Омнибус — Сверхгениальный заместитель Вождя, также недолго служивший носителем его духа. Мёртв.
- Пантеон — Превентивная организация существ со сверхсилами, происходящих от бессмертного Агамемнона и названных в честь участников Троянской войны.
- Париж — Манипулятивный эмпат и недолгий лидер Пантеона, имеющий зуб и на Халка, и на Одиссея.
- Повелитель Галактики — Метаморфное инопланетное оружие и завоеватель, уничтожающий любую разумную жизнь, которую считает потенциальной угрозой.
- Повелитель Металла — Первый сверхчеловеческий противник Халка. Инопланетный завоеватель с практически безграничной способностью управлять всеми формами металла.
- Повстанческая Команда — Отряд наделённых сверхсилами прихвостней Вождя и граждан его расположенной в Арктике утопии Фригольд.
- Поглотитель — Крушитель Крил. Способен магически «поглощать»/копировать свойства/силы предметов/людей, к которым прикасается.
- Подводник — Нэмор Маккензи. Гордый имперский правитель мировых океанов и сдержанный периодический союзник, но их соответствующие горячие характеры создали за прошедшие годы сильную вражду и много стычек.
- Полужизнь — Энтони Мастерсон, облучённый гамма-радиацией энерговампир. Мертвый днём и живой ночью. Погиб.
- Псиклоп — Гуманоидный насекообразный учёный-мистик, поклоняющийся расе старших богов и стремящийся использовать Халка как источник энергии, чтобы возродить их. Мёртв.
- Разорение — Порождённый гамма-радиацией монстр, созданный из-за попыток профессора Джеффри Кроуфорда вылечить себя от калечащей болезни при помощи его Устройства телепортации материи.
- Росомаха — Логан/Джеймс Хоулетт, мутант с почти неразрушимыми адамантиновыми когтями и скелетом, боевыми навыками мирового класса и убийственными психопатическими вспышками.
- Серая Горгулья — Сверхсильный вор и наёмник, способен превращать других в камень прикосновением. Заживляющий фактор Халка отразил трасформацию.
- Скала и Избавитель — Трансформирующийся валун, способный нанести серьёзный урон даже Халку, и бронированный живой оружейный арсенал. Двое из основных исполнителей воли Вождя и бывшие члены Истребителей Халка.
- Скоростное замирание — Носит силовую броню, дающую ему сверхчеловеческую скорость, прочность и адамантиновое вооружение. Мёртв.
- Супер-Адаптоид — Андроид с силами Мстителей.
- Супер-Скрулл — Инопланетянин с силами всей Фантастической Четвёрки. Оценка Халка гласит: «Твой огонь не может ранить меня, твоё растяжение — шутка, а что до твоей силы, ну… извини, что я не впечатлён суррогатным Существом».
- Существо — Бен Гримм, член Фантастической Четвёрки и частый соперник Халка, ввиду последовательных поражений от его рук. Тем не менее, они пришли к тому, чтобы понимать друг друга.
- Таддеус Росс — Отец Бетти Росс, военный генерал, имеющий обыкновение охотиться на Халка.
- Тираннус — Древнеримский потенциальный завоеватель мира и давний злодей Халка.
- Титан Ксемну — Инопланетянин со сверхчеловеческой силой и обширными псионическими силами, способный разрабатывать огромных генетических чудовищ.
- Тор — Бог грома и основной соперник Халка среди других супергероев, со многими незавершёнными стычками за прошедшие годы.
- Травма — Принц Троянцев. Очень сильный воин с силовыми выстрелами, способными прорезать планеты. Мёртв.
- У-Враги (Вектор, Пар, Железный занавес, Рентген) — Аналог Фантастической Четвёрки. Винят Халка в прерывании эксперимента, давшего им их силы.
- Флюс — Бен Тиббетс вместе со своим взводом были подвергнуты взрыву гамма-бомбы генералом Райкером. Он единственный выжил из отряда. Бен превратился в чудище, с ужасными волдырями на лбу. Флюсу солгали, что во взрыве виноват доктор Баннер, и с тех пор он пытается отомстить Халку.
- Циклоп — Скотт «Слим» Саммерс, известный как гениальный стратег и тактик, он - мутант, чьи глаза испускают практически неостановимый поток чистой плазменно-кинетической энергии способной нанести очень серьёзный урон. Обычно по отношению к Халку нейтрален. В качестве противника Халка выступал всего несколько раз.
- Человекозверь — Волк, развитый до пика волчьего потенциала. Сверхсильный злой интриган с большими психическими силами.
- Шанзар — Верховный волшебник вселенной из S-материи. Устал защищать свою реальность от угроз и уничтожил в ней каждое живое существо, но в итоге заскучал и решил отыскать и завоевать другие миры.
- Шарик — Ещё один шаркающий монстр-трясина, с большой сопротивляемостью к физическим повреждениям.
- Шароутянутый Коллектив — Инопланетный групповой разум, составлявший Халку компанию в течение его изгнания в измерение перекрёстка. В конечном счёте, оказался агентом Н’Гарая.

## Другие

### Друзья
- Дженис Джонс
- Красный Гвардеец
- Сара Крензлер
- Анджела Липскомб
- Лайра
- БД Бэннер/Малыш Халк
- Реактивный Енот
- Скат
- Эйприл Соммерс
- Майкл Харпер
- Червовый Валет
- Сьюзен Якобсон

### Враги
- Акуон
- Анаконда
- Джон Армбрустер
- Болотные Люди
- Юрий Бревлов
- Бумеранг
- Владыка ада
- Гамма-Мутанты
- Гарпия
- Генерал Ось
- Госпожа Фара
- Д'Спэйр
- Фарнок Дан
- Джадсон Джейкс
- Дикий Бык
- Драксон
- Иван Дренков
- Дроог
- Живой Арсенал
- Живой Колосс
- Оно
- Золотой Жук
- Инопланетный Малыш
- Инсектоиды
- Истребитель Звёзд Ксерон
- Каа
- Кайман
- Капитан Барракуда
- Капитан Кибор
- Капитан Предзнаменование
- Доктор Хассан Карим
- Квинтроновый Человек
- Клаату
- Кобальтовый Человек
- Колдун Драгонус
- Красный Рыцарь
- Крипточеловек
- Кронак
- Ледяные монстры
- Леонинус
- Лесной бог
- Лорд Висис
- Магог
- Мегалит
- Меха-Халк
- Мисс Оллер
- Мистер Кут
- Мич Гипс
- Монгу
- Наездники Смерти
- Наследник
- Некрофаг
- Ночной Летун
- Обезьянолюди
- Опустошитель
- Пария
- Перевёртыши
- Переминатель
- Прометей
- Профессор Фобос
- Пугало
- Разбойники
- Робот Халк
- Саранча
- Слониха
- Создания Вулкана
- Сталкер
- Стекольщик
- Макс Страйкер
- Супер Гуманоид
- Умбу
- Фиалан
- Фрагмент
- Халк-Дьявол
- Халк-Виновность
- Песочный человек
- Человекодроид
- Доктор Дум